# Matthew Smith (programmatore)
Matthew Smith (Londra, 1º gennaio 1966) è un autore di videogiochi britannico.
Programmatore di computer, divenne molto famoso negli anni '80 per aver dato alla luce Manic Miner e Jet Set Willy, due giochi per ZX Spectrum, pubblicati rispettivamente nel 1983 e nel 1984.

## Biografia
Dopo che la sua famiglia si stabilì a Wallasey, una cittadina nei pressi del Merseyside, cominciò a programmare su un computer TRS-80, a quei tempi chiamato volgarmente Tandy. Il suo primo gioco per Tandy fu una sorta di clone di Galaxian, Delta Tau One (a volte noto erroneamente come Delta Tower One), edito dalla Molimerx nel 1982; in seguito si concentrò su di un altro titolo, Monster Muncher, per la piattaforma VIC-20.
Ben presto ottenne un contratto con la Bug-Byte, una software house britannica, che in cambio di tre giochi avrebbe dato in prestito al giovane programmatore il suo primo ZX Spectrum. Il primo gioco per Spectrum sviluppato da Smith fu Styx, un gioco d'azione datato 1983, che tuttavia non riuscì mai ad eguagliare il successo dei successivi Manic Miner e Jet Set Willy (pubblicato quest'ultimo sotto l'etichetta della Software Projects).
Il primo fu scritto in sole sei settimane e fu immediatamente un best seller; mentre numerosi giochi di quel tempo erano piuttosto grezzi e primitivi, Manic Miner si distinse come il primo titolo per ZX Spectrum a vantare una colonna sonora durante il gioco stesso, ma soprattutto per la longevità del titolo.
Il seguito, Jet Set Willy, fu scritto in un lasso di tempo considerevolmente più lungo ed ebbe un successo ancora maggiore, consolidando la fama di Matthew Smith, che successivamente partecipò a numerosi programmi televisivi e fu il soggetto di molti articoli di giornale.
Tale stato di celebrità costrinse il programmatore di Wallasey a cambiare stile di vita, chi lo conosceva in precedenza nel descriverlo sottolineava il suo aspetto malaticcio e trasandato, era solito indossare una salopette oppure un enorme golf sovrastato da un arcobaleno. A molti dava persino l'idea di non avere una gran cura della sua igiene personale. In ogni caso il successo ottenuto mediante i due videogiochi Manic Miner e Jet Set Willy fu tale che le pressioni da parte dei suoi soci, che volevano altri best seller da sfornare, si fecero via via sempre più forti, in contrasto con quella che era la sua personalità piuttosto introversa e semplice; questo lo condusse a chiudersi sempre più in sé stesso.
Col passare degli anni si vociferava di nuovi titoli a cui Matthew Smith stesse lavorando, il caso più eclatante è forse quello del 1987, quando sui giornali apparve la pubblicità di un certo Attack of the Mutant Zombie Flesh Eating Chickens From Mars, sviluppato per la Software Projects, una software-house fondata dallo stesso Matthew; in realtà pare che Smith non ne fu felice a prodotto ultimato, per tale motivo non venne più pubblicato, ma da esso fu derivato Star Paws.
L'anno successivo, nel 1988, chiuse la Software Projects e scomparve letteralmente dalla scena pubblica, suscitando un discreto interesse negli anni successivi da parte della comunità di programmatori e appassionati che per primi usufruirono di Internet.
Il grande successo ottenuto nella prima metà degli anni '80 e la successiva improvvisa scomparsa circondarono la figura del programmatore di un alone di mistero, incentivato da alcune voci che lo davano per morto e da altre che sostenevano addirittura che non fosse mai esistito. In realtà tra il 1995 e l'ottobre del 1997, Matthew Smith visse in una comune olandese, per poi tornare in Inghilterra. Sul finire degli anni '90 apparve un suo messaggio sulla rete in cui si mostrava sorpreso e attonito circa l'interesse da lui suscitato, soprattutto della speculazione di cui era stato oggetto. Nel 1999 tornò nel mondo della programmazione in ambito videoludico presso la Runecraft, ma la compagnia fallì pochi anni dopo. L'anno successivo apparve in un programma televisivo britannico, chiamato Thumb Candy, durante il quale fu intervistato dal comico Iain Lee. Infine fece la sua presenza in numerose convention sul retrogaming. In seguito ha lavorato con Elite Systems al porting dei suoi giochi sui telefoni cellulari.